# Iceman (truyện tranh Marvel)
Iceman (Robert Louis "Bobby" Drake) là nhân vật siêu anh hùng hư cấu xuất hiện trong truyện tranh Mỹ, được xuất bản bởi Marvel Comics và là thành viên sáng lập của X-Men. Được tạo bởi nhà văn Stan Lee và nghệ sĩ Jack Kirby, nhân vật lần đầu tiên xuất hiện trong The X-Men # 1 (tháng 9 năm 1963).
Iceman là thành viên của nhóm dị nhân, sinh ra với khả năng siêu phàm. Anh có khả năng điều khiển băng và cái lạnh bằng cách đóng băng hơi nước xung quanh mình. Điều này cho phép anh đóng băng các vật thể, cũng như biến cơ thể mình thành băng.
Nhân vật thường xuyên xuất hiện trong truyện tranh, trò chơi video, phim hoạt hình và phim liên quan đến X-Men và Spider-Man. Shawn Ashmore đóng vai Iceman trong các bộ phim X-Men và lồng tiếng cho nhân vật trong The Super Hero Squad Show.

Bobby Drake/Iceman do Shawn Ashmore thủ vai trong X-Men: The Last Stand

## Xuất thân
Robert Louis "Bobby" Drake sinh ra tại làng Floral Park, đảo Long, New York. Cha là William Robert Drake, một tín đồ Công giáo, người Mỹ gốc Ireland. Mẹ là Madeline Beatrice Bass-Drake, người Do Thái. Sức mạnh của Bobby lần đầu tiên được thể hiện khi cậu đang hẹn hò với Judy Harmon, và khi kẻ tên Rocky Beasely đến và cố gắng đưa Judy đi. Biết rằng Judy không thể chiến đấu tốt, Bobby chỉ tay về phía Beasely và nhốt hắn vào một khối băng. Sau khi nghe tin về vụ việc, người dân địa phương đã tìm kiếm cậu trong sự giận dữ. Cảnh sát trưởng địa phương không còn lựa chọn nào khác ngoài việc đưa Bobby vào tù. Khi Bobby trong phòng giam của mình, bức tường bên ngoài nổ tung, một chàng trai trẻ tên Scott Summers bước vào và đề nghị đưa Bobby đi cùng. Sau khi Bobby từ chối anh ta, hai dị nhân có trận chiến ngắn, không lâu sau đó thì kết thúc bởi sự xuất hiện giáo xư Charles Xavier.
Sau khi giáo xư Charles Xavier nói chuyện với cha mẹ Bobby, và đề nghị cậu theo cùng về "ngôi trường dành cho những người trẻ có năng khiếu". Bobby đã đồng ý, và trở thành thành viên thứ hai của X-Men, sau Scott Summers.